# Оленка Ерменц
Оленка Ерменц (5 вересня 1963 , Любляна ) — словенський військовик. Генерал-майор. Начальник Генерального штабу Збройних сили Словенії (з 2018).

## Життєпис
Народилася у 1963 році. Навчалася в Королівському коледжі оборонних досліджень Лондона.
Ерменц перебуває на службі в армії з 1991 року, коли Словенія оголосила незалежність від Югославії. 
У січні 2006 року командувала новоствореним 5-им розвідувальним батальйоном Словенських збройних сил.
У травні 2009 року вона стала керівником штабу Генерального штабу Словенської армії до шестимісячного розгортання в Косово миротворчих сил в Косово.
У 2018 році вона була призначена заступником начальника Генерального штабу Словенських збройних сил.
Вона була призначена президентом Словенії Борутом Пахором 27 листопада 2018 року начальником Генерального штабу ЗС Словенії, замінивши на цій посаді Алана Гедера. Тим самим вона стала першою жінкою на цій посаді у Словенії та в НАТО.